# Строїтель (Кальміуський район)
Строїтель — селище в Україні, у Кальміуській міській громаді Кальміуського району Донецької області. Населення становить 402 осіб.

## Загальні відомості
Відстань до райцентру становить близько 22 км і проходить переважно автошляхом Т 0509.
Землі села межують із територією с-ща. Петренки Донецького району Донецької області.
Із 2014 р. внесено до переліку населених пунктів на Сході України, на яких тимчасово не діє українська влада.

## Населення
За даними перепису 2001 року населення селища становило 402 особи, з них 24,63 % зазначили рідною мову українську та 75,37 % — російську.